# 須佐男神社 (伊丹市)
須佐男神社（すさのおじんじゃ）は、兵庫県伊丹市御願塚にある神社。

## 祭神
- 須佐男命 （すさのおのみこと）[1]

## 歴史
奈良時代、行基が猪名野笹原の開耕の完遂を祈願するために、御願塚の古墳の場所において、御願塚の氏神として天照大神と須佐男命を神として祀ったのがきっかけとされる。上社、中社、下社の3社が創建されたが、当社はうち中社にあたる。　
1971年（昭和46年）、山陽新幹線建設時、高架下に当たるため、祭神を上社の隣にあたる現在の場所に移動。

## 境内
1973年（昭和48年）、境内が伊丹市緑地保全地域に指定された。
- 本殿　正面の軒に唐破風をつけた一間社春日造りの建物[3][1]。屋根は柿葺で建物全体が覆堂（鉄筋コンクリート造）[4]の中に収められている。細部の形式、手法から見て17世紀中頃に建てられた社殿とみられる。木部の彩色は1840（天保11）年9月吉日に、彩色師曽根弥七が修復（本殿裏壁面に氏名記載）[2][3]。1972年（昭和47年）7月11日、伊丹市指定有形文化財に指定[1]。

## 所在地情報
所在地
- 伊丹市御願塚三丁目10番5号

交通
- 新伊丹駅（阪急電鉄伊丹線）より南西へ約650メートル、同稲野駅より北西へ約580メートル

## 祭事
- 初夏　垣結祭
- 7月23日　夏越祭・湯立神楽・夏越祭奉納踊り[2]
- 10月23日　例祭日[1]

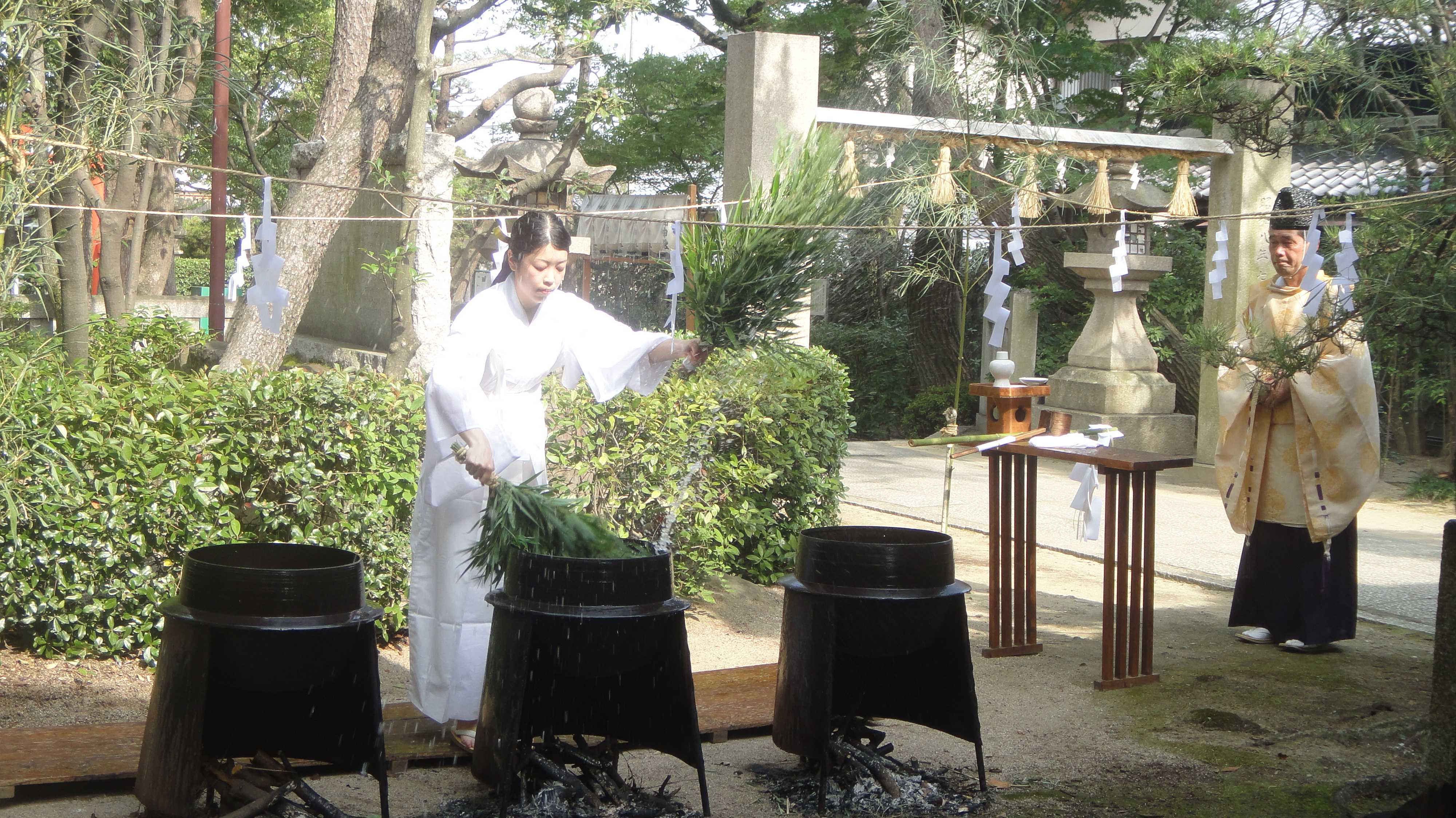
湯立神楽
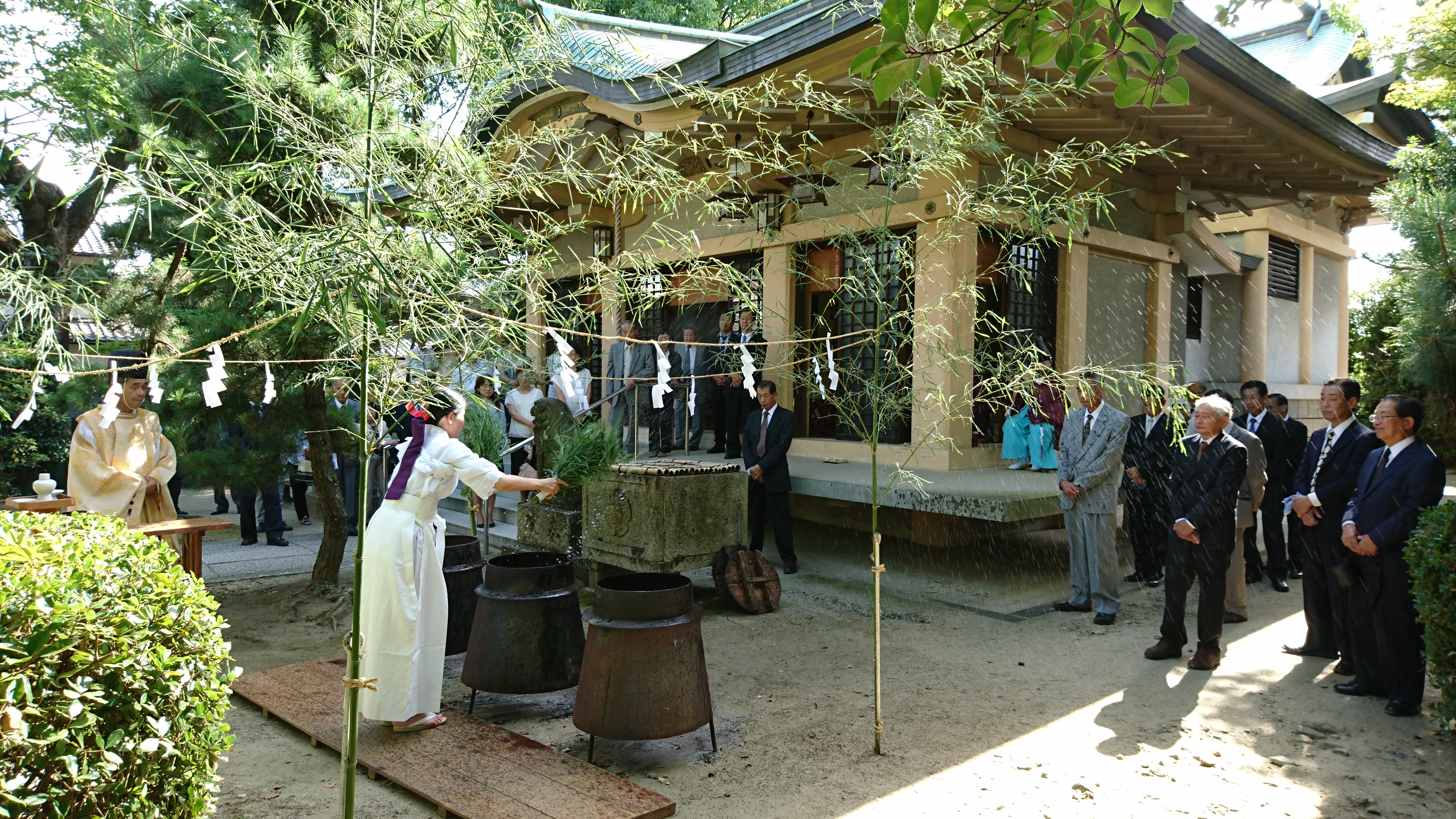
湯立神楽